# Aioi
Aioi (jap. 相生市 Aioi-shi) – miasto portowe w Japonii, na wyspie Honsiu, w prefekturze Hyōgo.

## Położenie
Miasto leży w południowo-zachodniej części prefektury nad Morzem Wewnętrznym, graniczy z miastami:
- Akō
- Tatsuno

## Historia
Miasto otrzymało prawa miejskie 1 października 1942 roku.